# Rhectosemia
Rhectosemia is een geslacht van vlinders van de familie van de grasmotten (Crambidae), uit de onderfamilie van de Spilomelinae. De wetenschappelijke naam voor dit geslacht is voor het eerst gepubliceerd in 1863 door Julius Lederer. Lederer beschreef ook de eerste soort uit het geslacht, Rhectosemia multifarialis, die als typesoort is aangeduid.

## Soorten
- R. antofagastalis Munroe, 1959
- R. argentipunctalis Druce, 1895
- R. azapaensis Vargas, 2021
- R. braziliensis Munroe, 1959
- R. compositalis Schaus, 1912
- R. excisalis (Snellen, 1900)
- R. longistrialis Dognin, 1904
- R. multifarialis Lederer, 1863
- R. nomophiloides Munroe, 1959
- R. striata Munroe, 1959
- R. tumidicosta Hampson, 1913
- R. vausignalis Hampson, 1918
- R. viriditincta Munroe, 1959